# Metalna pjena
Metalna pjena je materijal ili struktura koja se sastoji od čvrste kovine (često aluminija) s plinom ispunjenim porama koje čine veliki dio volumena. Pore mogu biti zatvorene (pjena zatvorenih stanica) ili međusobno povezane (pjena otvorenih stanica). Određujuća odlika metalnih pjena je visoka poroznost: obično samo 5-25% volumena je osnovni metal.
Obično zadržavaju neka fizikalna svojstva svojega osnovnog materijala. Pjena izrađena od nezapaljivog metala ostaje nezapaljiva i općenito se može oporabiti kao osnovni materijal. Njegov koeficijent toplinskoga širenja je sličan, dok je toplinska vodljivost vjerojatno smanjena.